# Cabot Oil & Gas
Cabot Oil & Gas Corporation является независимым производителем нефти и природного газа. Штаб-квартира компании находится в Хьюстоне, штат Техас. Компания была основана в 1989 году.

## Деятельность компании
В 2003 году компания добыла 2,8 млн баррелей нефти и 2 млрд кубических метров природного газа.
Деятельность компании сосредоточена в 3 основных областях в Северной Америке: Техас, Луизиана, Оклахома, Канзас (США); Западная Виргиния, Пенсильвания, Огайо (США); Альберта, Саскачеван (Канада).
Выручка компании в 2008 году составила $946 млн, операционная прибыль — $372 млн, чистая прибыль — $211 млн.
Число сотрудников - 560 человек (2009 год).

## Руководство компании
Генеральный директор компании Дан О. Дингес.